# Hybanthus monopetalus
Hybanthus monopetalus är en violväxtart som först beskrevs av Johann Jakob Roemer och Schult., och fick sitt nu gällande namn av Karel Domin. Hybanthus monopetalus ingår i släktet Hybanthus och familjen violväxter. Inga underarter finns listade i Catalogue of Life.